# NGC 6256
NGC 6256 is een bolvormige sterrenhoop in het sterrenbeeld Schorpioen. Het hemelobject werd op 2 augustus 1826 ontdekt door de Schotse astronoom James Dunlop.

## Synoniemen
- GCL 49.1
- ESO 391-SC6